# Konstantin Biebl
Konstantin Biebl (26 lutego 1898, Slavětín k. Loun-12 listopada 1951, Praga) – poeta i pisarz czeski.

## Życiorys
Był synem dentysty, który w 1916, wskutek przeżyć wojennych, popełnił samobójstwo. Do szkoły podstawowej Biebl uczęszczał w Slavětinie, do gimnazjum – w Lounach. W 1916 wzięto go do wojska, walczył na Bałkanach. W 1917 zdał wojenną maturę. W 1921 zaczął studia medyczne na Uniwersytecie Karola, naprawdę jednak interesowała go tylko literatura. Był członkiem ekspresjonistycznej brneńskiej Grupy Literackiej (Literární skupina), w 1924 przeszedł do lewicującego, awangardowego ugrupowania Devětsil (Dziewięsił). Początkowo wraz z innymi twórcami awangardowymi był zwolennikiem poezji proletariackiej, potem stał się wyznawcą poetyzmu. Ważna dla twórczości Biebla była egzotyczna wyprawa na Cejlon, Jawę i Sumatrę, a także m.in. podróże do Jugosławii. W 1934 był jednym z założycieli czechosłowackiej grupy surrealistycznej, protestował przeciw próbie jej rozwiązania przez Vítězslava Nezvala w 1938. Podczas II wojny światowej mieszkał częściowo w Pradze, częściowo na prowincji, współpracował z filmem. Po wojnie był członkiem Rady Filmowej przy Ministerstwie Informacji. Sprawiająca cierpienia poważna choroba oraz rozczarowanie socjalistyczną rzeczywistością przyczyniły się do jego samobójstwa.

## Twórczość
W 1919 opublikował czasopiśmienniczo cykl wierszy Písně souchotináře (Pieśni suchotnika). Ksiązkowo debiutował wspólnym zbiorem wierszy swoich i swego wuja Arnošta Ráža Cesta k lidem (1923, Droga do ludzi). Do etapu poezji proletariackiej należą tomy Věrný hlas (1924, Wierny głos) i Zlom (1925, Przełom). Poetyzm reprezentują zbiorki Zloděj z Bagdadu (1925, Złodziej z Bagdadu), Zlatými řetězy (1926, Złotymi łańcuchami), Modré stíny (1925, Niebieskie cienie), S lodí jež dováží čaj a kávu (1927, Okrętem, który wozi herbatę i kawę) oraz poemat (należy on do gatunku zwanego pásmo) Nový Ikaros (1929, Nowy Ikar). Mianem surrealistycznych należy nazwać tomy Nebe peklo ráj (1931, Niebo piekło raj) oraz Zrcadlo noci (1939, Lustro nocy). Po II wojnie światowej wyszedł zbiór Bez obav (1951, Bez lęku). Poeta opublikował też prozę Plancius (1931). Pośmiertnie ukazały się prozy pt. Cesta na Jávu (1958, Podróż na Jawę). W latach 1951–1954 wyszło pięciotomowe wydanie Dzieł poety. Biebl uprawiał też reportaż oraz satyrę, zarówno wierszowaną, jak i pisaną prozą. Cennym dokumentem jest jego korespondencja z młodo zmarłym przyjacielem-poetą, Jiřím Wolkerem, wydana w 1953.

## Recepcja polska
Książkowy wybór wierszy Biebla Nowy Ikar i inne poezje w wyborze i przekładzie Adama Włodka ukazał się w 1984 nakładem Wydawnictwa Literackiego (seria „Humanum est”). Ponadto wiersze poety z okresu surrealistycznego tłumaczył Leszek Engelking. Prozatorską Drogę na Jawę przełożyli Witold Rutkiewicz i Władysław Terlecki (Warszawa, 1959).

## Literatura
- Adam Włodek, Od tłumacza. (W:) Konstantin Biebl, Nowy Ikar i inne poezje, Kraków 1984
- E.M. (Edward Madany), Biebl Konstantin. (W:) Mały słownik pisarzy zachodniosłowiańskich i południowoslowiańskich, red. Józef Magnuszewski, Warszawa 1973
- zpe (Zdeněk Pešat), Biebl Konstantin. (W:) Slovník čeaských spisovatelů od roku 1945, red. Pavel Janoušek, t. I, Praha 1995